# Prince-of-Wales-Insel (Queensland)
Die Prince-of-Wales-Insel (englisch Prince of Wales Island; Muralug in Kaurareg, der Sprache der Einheimischen) ist Teil der Torres-Strait-Inseln in der Meerenge zwischen Australien und Papua-Neuguinea. Die 19,5 Kilometer auf 18,6 Kilometer messende Insel hat eine Fläche von 204,6 Quadratkilometern. Sie ist damit die größte der Torres Strait-Inseln. Die Insel wird von mehreren Familien, die zu der indigenen Gruppe der Kaurareg gehören, bewohnt, hat aber keine der üblichen zivilisatorischen Einrichtungen wie Elektrizität, Wasserversorgung, Abfallentsorgung, Kanalisation und dergleichen. Im Jahr 2019 betrug die Bevölkerung 109 Personen, verglichen mit nur 20 Personen im Jahr 2001. Hauptort ist Town of Muralug an der Nordostküste.
Die Prince-of-Wales-Insel gehört zur Inselregion Inner Islands im Verwaltungsbezirk (Local Government Area) Torres Shire von Queensland. Das Land der Insel ist mehrheitlich ungenutzter Staatsbesitz, wenngleich infolge des Mabo-Urteils ein guter Teil des Landgebiets den ursprünglichen Eigentümern, den Stammesleuten der Kaurareg, zur Eigenverwaltung zurückgegeben wurde.
Die nur 830 Meter entfernte Nachbarinsel Thursday Island ist das administrative und kommerzielle Zentrum der Torres-Strait-Inseln. Von dort aus besuchen Erholungsuchende und Touristen die Prince-of-Wales-Insel. An der Westküste gibt es beispielsweise Campingplätze.